# Bosworth
Bosworth – miasto w Stanach Zjednoczonych, w stanie Missouri, w hrabstwie Carroll.